# Alcecoris periscopus
Alcecoris periscopus is een wants uit de familie van de blindwantsen (Miridae). De soort werd het eerst wetenschappelijk beschreven door McAtee en Malloch in 1924.